# 小澤知雄
小沢 知雄（おざわともお、1918年 - 2016年7月21日）は、日本の造園学者、緑化工学者。造園地被学などを専門とした。
東京農業大学名誉顧問・同大名誉教授。東京農業大学緑友会名誉会長。造園学科長、日本造園学会会長を歴任。日本造園学会や日本芝草学会名誉会員。東京農業大学総合研究所芝草部会会長。農学博士。

## 来歴
東京農業大学を1941年12月に繰り上げ卒業。日産農林工業株式会社に研究職として就職、農園部企画課に配属後も軍の応召を繰り返すが、健康診断により結局兵隊にはいかずじまいであった。
戦後の1947年から母校農大の園芸研究室に無給の副手として在籍の傍ら、国本女学校で週2日の非常勤講師を務める。同年9月から助手に採用された。
新宿御苑に併任勤務後、1953年2月1日付で文部教官および東京大学農学部助手となる。
1961年に博士号を取得。1962年6月から東京農業大学造園学科助教授に就任し、1966年に教授に昇格した。1972年から15年間大学評議員や理事を務める。1977年造園学科長に就任する。1988年退職し、名誉教授となる。
「芝の日射要求度に関する研究」で日本造園学会賞論文調査部門受賞。他に日本公園緑地協会北村賞、日本造園学会上原敬二賞を受賞。

## 著書
- 『作物栽培の基礎知識』（蔭山力と共著）鷺ノ宮書房、1951年
- 『グラウンドカバープランツ-地被植物による緑化ハンドブック』（近藤三雄と共著）誠文堂新光社、1987年
- 『芝生専科 : 芝生のつくり方と手入れの仕方』誠文堂新光社<ガーデン・ライフ 農耕と園芸編>、1967年
- （監修）『芝生の庭づくりと手入れ』文化出版局、1986年